# Tritylodontidae
I tritilodontidi (Tritylodontidae) sono una famiglia di terapsidi vissuti tra il Triassico superiore (circa 215 milioni di anni fa) e il Giurassico medio (circa 160 milioni di anni fa).
Questi animali, della taglia di un gatto, sono gli ultimi terapsidi noti, e anche i più specializzati: il loro cranio denota uno spiccato adattamento per una dieta erbivora, con la presenza di incisivi forti, di un diastema notevole e di molari piatti adatti a triturare vegetali.

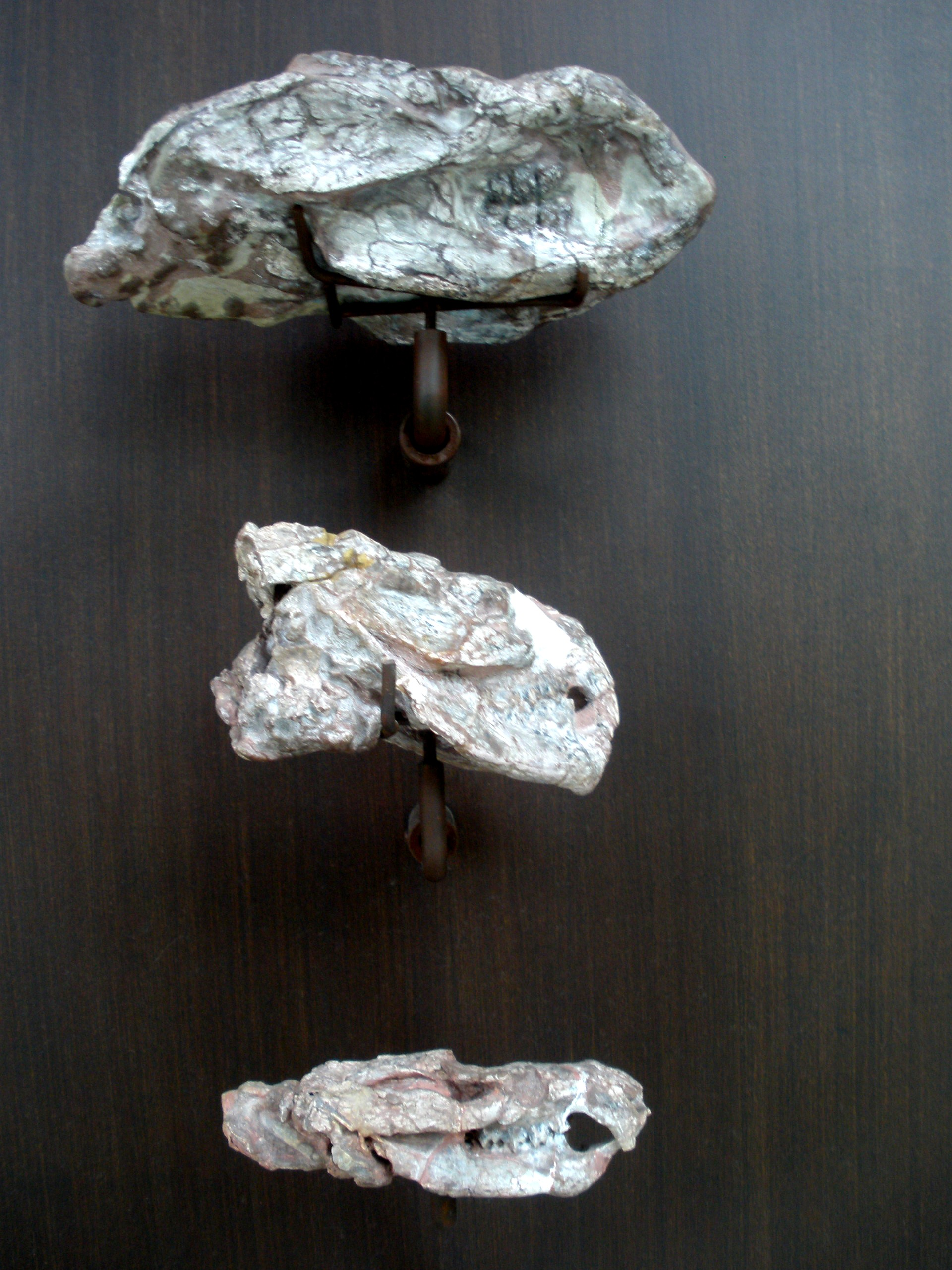
Crani fossili di Kayentatherium

Tra i generi più noti, da ricordare Tritylodon del Sudafrica, Kayentatherium del Nordamerica, Oligokyphus dell'Inghilterra e Bienotherium della Cina.
I tritilodontidi non possono essere considerati i veri antenati dei mammiferi, dal momento che sono troppo specializzati. I più probabili antenati dei mammiferi vanno ricercati negli affini Tritheledontidae.